# Phebellia curriei
Phebellia curriei là một loài ruồi trong họ Tachinidae.